# Cardiopatia
Una cardiopatia és una malaltia que afecta el cor. Les cardiopaties representen una de les causes de mort més freqüents en el món desenvolupat, i és la primera causa de mort als Estats Units, Anglaterra, el Canadà i Gal·les. A Catalunya, cada setmana moren trenta persones a causa de malalties del cor. No s'ha de confondre amb el terme de malaltia cardiovascular: una sèrie de malalties que afecten al cor i/o als vasos sanguinis.

## Causes
N'hi ha diversos tipus:
- malaltia coronària: causada per l'acumulació de plaques d'ateroma a les parets del miocardi
- miocardiopatia: causada pel deteriorament de la funció del miocardi
- cardiopatia isquèmica: causada per una pèrdua d'equilibri entre l'aport i la demanda d'oxigen al miocardi
- cardiopatia hipertensiva: causada per la hipertensió
- miocarditis: causada per la inflamació del miocardi; o els teixits que l'envolten (endocarditis i pericarditis).
- malaltia cardíaca valvular: causada per un problema a les vàlvules del cor
- cardiopatia congènita: que ja apareix en el moment del naixement.

Qualsevol de les anteriors pot conduir a:
- insuficiència cardíaca: un trastorn del cor que n'impedeix el correcte bombament de la sang